# Buzet (Pont-à-Celles)
Pour les articles homonymes, voir Buzet.
Buzet est une section de la commune belge de Pont-à-Celles, située en Région wallonne dans la province de Hainaut.

## Géographie

### Hydrographie
Buzet est traversé par un petit ruisseau, le Buzet, qui est un affluent du Piéton. Il fait partie du bassin de la Meuse.

## Évolution démographique
- Sources : INS, Rem. : 1831 jusqu'en 1970 = recensements, 1976 = nombre d'habitants au 31 décembre.

## Patrimoine et culture

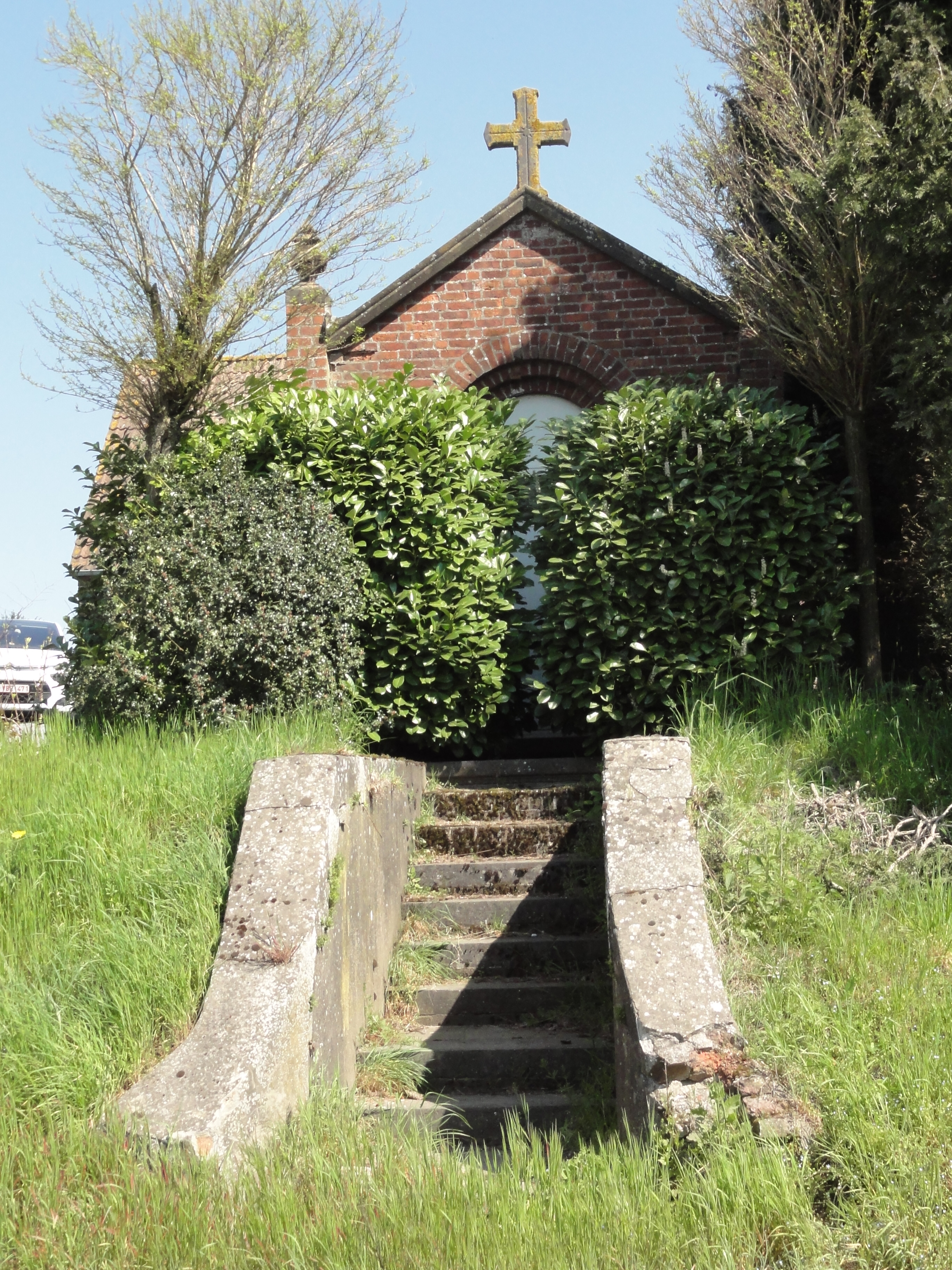
Oratoire à Buzet.

### Patrimoine monumental
- Eglise Saint-Martin, édifice de style classique, daté de 1775, restauré un siècle plus tard et en 1907 par l'architecte Simon[1].
- Ferme du Chapitre, grande ferme dont l'état actuel remonte au 3e tiers du XVIIIe siècle, avec des vestiges et antérieurs et réaménagements des XIXe et XXe siècles[1]. Elle se situe place Albert 1er.
- Ferme de l'Escaille, date du 2e quart du XIXe siècle[2].
- Oratoire, chaussée de Nivelles.
- Presbytère, datant de 1767[3]. Il est situé rue du Marais.
- Ferme de l'Hôpital Saint-Nicolas de Nivelles (XVIIIe – XIXe siècles)[4].
- Chapelle Notre-Dame de Bon Secours, potale qui date de 1742[5].

## Économie

### Les transports en commun
Le village d'Obaix-Buzet est desservi par une ligne de chemin de fer et deux lignes de bus.
- la gare d'Obaix-Buzet est desservie par des trains cadencés (un par heure) et de pointe (P) circulant sur la ligne 124 entre Charleroi et Bruxelles en semaine;
- la ligne de bus 70 relie Obaix-Buzet à Nivelles (et Luttre le matin), du lundi au samedi, en dehors des heures de pointe (remplacé par les trains P) - exploitée par le TEC Brabant Wallon;
- la ligne de bus 64-66 relie pendant la période scolaire, Obaix-Buzet à Rêves (64) ou Luttre (66) le matin, et Obaix-Buzet à Frasnes-lez-Gosselies (66) ou Gosselies et Jumet (64) à la sortie des écoles - exploitée par le TEC Charleroi.

## Sports et vie associative

### Vie associative

#### Mouvement de jeunesse
Buzet dispose d'une unité Patro, qui accueille tous les samedis les jeunes du village pour une après-midi de loisir. Le Patro Saint Martin de Buzet existe depuis une cinquantaine d'années.